# Olympische Sommerspiele 2008/Rudern – Einer (Männer)
Der Ruderwettbewerb im Einer der Männer bei den Olympischen Spielen 2008 in Peking wurde vom 9. bis zum 17. August 2008 auf dem Olympischen Ruder- und Kanupark Shunyi ausgetragen. 33 Athleten in 33 Booten traten an.
Der Wettbewerb, der über die olympische Ruderdistanz von 2000 Metern ausgetragen wurde, begann mit sechs Vorläufen mit jeweils fünf oder sechs Mannschaften. Die jeweils erst- bis viertplatzierten Ruderer der Vorläufe qualifizierten sich für das Viertelfinale, während die verbleibenden 9 Boote in das Halbfinale E/F um die Plätze 25 bis 33 gingen. Im Viertelfinale wurden vier Läufe mit je sechs Ruderern ausgefahren, wobei jeweils die Platzierungen 1 bis 3 für das Halbfinale A/B qualifizierten, und die Platzierungen 4 bis 6 für das Halbfinale C/D um Platz 13 bis 24. 
Ebenso gelangten in den beiden Läufen des Halbfinals A/B die ersten drei Ruderer ins Finale, während Platz 4 bis 6 ins B-Finale um Platz 7 bis 12 führte. Der Qualifikationsmodus in den Halbfinals C/D und E/F verlief analog für die Finals C und D bzw. E und F um hintere Platzierungen. Im Finale am 17. August kämpften die besten sechs Ruderer um olympische Medaillen.
Die jeweils qualifizierten Ruderer sind hellgrün unterlegt.
Die Medaillen gingen an die gleichen drei Ruderer, die bei den Weltmeisterschaften 2007 die Medaillen gewonnen haben, allerdings in umgekehrter Reihenfolge. So gewann der Bronzemedaillengewinner der Weltmeisterschaften 2007, Olaf Tufte aus Norwegen den Titel vor Ondřej Synek aus Tschechien. Der Weltmeister der vergangenen drei Jahre Mahé Drysdale aus Neuseeland wurde dritter.
Olaf Tufte gelang die Titelverteidigung im Einer und nach 2004 sein zweiter Olympiasieg und seine dritte olympische Medaille.

## Titelträger
| Olympiasieger | Olaf Tufte    | Athen 2004   |
| Weltmeister   | Mahé Drysdale | München 2007 |

## Teilnehmer
| Qualifikation                     | Nation                 | Ruderer                |
| --------------------------------- | ---------------------- | ---------------------- |
| Weltmeisterschaften 2007          | Neuseeland             | Mahé Drysdale          |
| Weltmeisterschaften 2007          | Tschechien             | Ondřej Synek           |
| Weltmeisterschaften 2007          | Norwegen               | Olaf Tufte             |
| Weltmeisterschaften 2007          | Vereinigtes Königreich | Alan Campbell          |
| Weltmeisterschaften 2007          | Deutschland            | Marcel Hacker          |
| Weltmeisterschaften 2007          | Schweden               | Lassi Karonen          |
| Weltmeisterschaften 2007          | Belgien                | Tim Maeyens            |
| Weltmeisterschaften 2007          | Argentinien            | Santiago Fernández     |
| Weltmeisterschaften 2007          | Schweiz                | André Vonarburg        |
| Afrikanische Qualifikation        | Ägypten                | Ali Ibrahim            |
| Afrikanische Qualifikation        | Kamerun                | Paul Etia Ndoumbe      |
| Afrikanische Qualifikation        | Algerien               | Chaouki Dries          |
| Afrikanische Qualifikation        | Kenia                  | Matthew Lidaywa Mwange |
| Lateinamerikanische Qualifikation | Mexiko                 | Patrick Loliger        |
| Lateinamerikanische Qualifikation | Brasilien              | Anderson Nocetti       |
| Lateinamerikanische Qualifikation | Chile                  | Óscar Vásquez          |
| Lateinamerikanische Qualifikation | Uruguay                | Leandro Salvagno       |
| Lateinamerikanische Qualifikation | Venezuela              | Dhison Hernández       |
| Lateinamerikanische Qualifikation | Kolumbien              | Rodrigo Ideus          |
| Asiatische Qualifikation          | Volksrepublik China    | Zhang Liang            |
| Asiatische Qualifikation          | Indien                 | Bajrang Lal Takhar     |
| Asiatische Qualifikation          | Indonesien             | Memo                   |
| Asiatische Qualifikation          | Chinesisch Taipeh      | Wang Ming-hui          |
| Asiatische Qualifikation          | Hongkong               | Law Hiu Fung           |
| Asiatische Qualifikation          | Iran                   | Mohsen Shadi Naghadeh  |
| Asiatische Qualifikation          | Usbekistan             | Ruslan Naursalijew     |
| „Europäische“ Qualifikation       | Vereinigte Staaten     | Ken Jurkowski          |
| „Europäische“ Qualifikation       | Litauen                | Mindaugas Griškonis    |
| „Europäische“ Qualifikation       | Estland                | Andrei Jämsä           |
| Einladung („tripartite position“) | Honduras               | Norberto Bernárdez     |
| Einladung („tripartite position“) | Monaco                 | Mathias Raymond        |
| Gastgeber-Ersatz                  | Griechenland           | Ioannis Christou       |

Im Kontext der kontinentalen Qualifikationsregatten werden Australien, Kanada, Neuseeland und die Vereinigten Staaten zum Pool der „Europäer“ gezählt. Der Amerikaner Ken Jurkowski qualifizierte sich deshalb bei den europäischen Qualifikationswettbewerben in Posen.

## Ergebnisse

### Vorläufe
- Qualifikationsnormen: Plätze 1-4-> Viertelfinale, ab Platz 5->Halbfinale E/F

#### Vorlauf 1
| Rang | Athlet                 | Nation       | Zeit (min) | Anm. |
| ---- | ---------------------- | ------------ | ---------- | ---- |
| 1    | Tim Maeyens            | Belgien      | 7:16,60    | V    |
| 2    | André Vonarburg        | Schweiz      | 7:26,21    | V    |
| 3    | Ioannis Christou       | Griechenland | 7:29,86    | V    |
| 4    | Santiago Fernández     | Argentinien  | 7:38,87    | V    |
| 5    | Mohsen Shadi Naghadeh  | Iran         | 7:48,24    | HE/F |
| 6    | Matthew Lidaywa Mwange | Kenia        | 8:16,09    | HE/F |

#### Vorlauf 2
| Rang | Athlet           | Nation     | Zeit (min) | Anm. |
| ---- | ---------------- | ---------- | ---------- | ---- |
| 1    | Mahé Drysdale    | Neuseeland | 7:28,80    | V    |
| 2    | Anderson Nocetti | Brasilien  | 7:35,52    | V    |
| 3    | Óscar Vásquez    | Chile      | 7:39,58    | V    |
| 4    | Andrei Jämsä     | Estland    | 7:48,24    | V    |
| 5    | Dhison Hernández | Venezuela  | 7:54,52    | HE/F |
| -    | Zhang Liang      | China      | DNS        |      |

#### Vorlauf 3
| Rang | Athlet                   | Nation      | Zeit (min) | Anm. |
| ---- | ------------------------ | ----------- | ---------- | ---- |
| 1    | Lassi Karonen            | Schweden    | 7:14,64    | V    |
| 2    | Marcel Hacker            | Deutschland | 7:26,71    | V    |
| 3    | Law Hiu Fung             | Hongkong    | 7:45,96    | V    |
| 4    | Leandro Salvagno         | Uruguay     | 7:52,53    | V    |
| 5    | Paul Etia Ndoumbe        | Kamerun     | 7:59,26    | HE/F |
| 6    | Norberto Bernárdez Ávila | Honduras    | 9:01,27    | HE/F |

#### Vorlauf 4
| Rang | Athlet              | Nation     | Zeit (min) | Anm. |
| ---- | ------------------- | ---------- | ---------- | ---- |
| 1    | Ondřej Synek        | Tschechien | 7:23,94    | V    |
| 2    | Mindaugas Griškonis | Litauen    | 7:28,05    | V    |
| 3    | Bajrang Lal Takhar  | Indien     | 7:39,91    | V    |
| 4    | Mathias Raymond     | Monaco     | 7:51,69    | V    |
| 5    | Chaouki Dries       | Algerien   | 7:57,65    | HE/F |

#### Vorlauf 5
| Rang | Athlet             | Nation             | Zeit (min) | Anm. |
| ---- | ------------------ | ------------------ | ---------- | ---- |
| 1    | Alan Campbell      | Großbritannien     | 7:14,98    | V    |
| 2    | Peter Hardcastle   | Australien         | 7:17,74    | V    |
| 3    | Patrick Loliger    | Mexiko             | 7:22,55    | V    |
| 4    | Ken Jurkowski      | Vereinigte Staaten | 7:25,13    | V    |
| 5    | Ruslan Naursalijew | Usbekistan         | 7:58,43    | HE/F |

#### Vorlauf 6
| Rang | Athlet           | Nation            | Zeit (min) | Anm. |
| ---- | ---------------- | ----------------- | ---------- | ---- |
| 1    | Olaf Tufte       | Norwegen          | 7:20,20    | V    |
| 2    | Sjoerd Hamburger | Niederlande       | 7:27,05    | V    |
| 3    | Ali Ibrahim      | Ägypten           | 7:43,70    | V    |
| 4    | Wang Ming-hui    | Chinesisch Taipeh | 7:46,83    | V    |
| 5    | Rodrigo Ideus    | Kolumbien         | 7:56,85    | HE/F |

### Viertelfinale
- Qualifikationsnormen: Plätze 1-3->Halbfinale A/B, ab Platz 4 ->Halbfinale C/D

#### Viertelfinale 1
| Rang | Athlet          | Nation         | Zeit (min) | Anm. |
| ---- | --------------- | -------------- | ---------- | ---- |
| 1    | Marcel Hacker   | Deutschland    | 6:48,85    | HA/B |
| 2    | Alan Campbell   | Großbritannien | 6:52,74    | HA/B |
| 3    | André Vonarburg | Schweiz        | 7:02,29    | HA/B |
| 4    | Óscar Vásquez   | Chile          | 7:06,61    | HC/D |
| 5    | Mathias Raymond | Monaco         | 7:11,66    | HC/D |
| 6    | Ali Ibrahim     | Ägypten        | 7:24,77    | HC/D |

#### Viertelfinale 2
| Rang | Athlet              | Nation       | Zeit (min) | Anm. |
| ---- | ------------------- | ------------ | ---------- | ---- |
| 1    | Olaf Tufte          | Norwegen     | 6:53,59    | HA/B |
| 2    | Mindaugas Griškonis | Litauen      | 6:54,47    | HA/B |
| 3    | Ioannis Christou    | Griechenland | 6:58,28    | HA/B |
| 4    | Patrick Loliger     | Mexiko       | 7:04,30    | HC/D |
| 5    | Anderson Nocetti    | Brasilien    | 7:23,68    | HC/D |
| 6    | Leandro Salvagno    | Uruguay      | 7:26,85    | HC/D |

#### Viertelfinale 3
| Rang | Athlet           | Nation            | Zeit (min) | Anm. |
| ---- | ---------------- | ----------------- | ---------- | ---- |
| 1    | Ondřej Synek     | Tschechien        | 6:50,23    | HA/B |
| 2    | Tim Maeyens      | Belgien           | 6:52,70    | HA/B |
| 3    | Peter Hardcastle | Australien        | 7:00,09    | HA/B |
| 4    | Andrei Jämsä     | Estland           | 7:05,48    | HC/D |
| 5    | Wang Ming-hui    | Chinesisch Taipeh | 7:17,08    | HC/D |
| 6    | Law Hiu Fung     | Hongkong          | 7:29,21    | HC/D |

#### Viertelfinale 4
| Rang | Athlet             | Nation             | Zeit (min) | Anm. |
| ---- | ------------------ | ------------------ | ---------- | ---- |
| 1    | Mahé Drysdale      | Neuseeland         | 6:50,18    | HA/B |
| 2    | Lassi Karonen      | Schweden           | 6:50,40    | HA/B |
| 3    | Ken Jurkowski      | Vereinigte Staaten | 6:53,26    | HA/B |
| 4    | Sjoerd Hamburger   | Niederlande        | 6:57,24    | HC/D |
| 5    | Bajrang Lal Takhar | Indien             | 7:19,01    | HC/D |
| 6    | Santiago Fernández | Argentinien        | 7:27,60    | HC/D |

### Halbfinale E/F
- Qualifikationsnormen: Plätze 1-3->Finale E, ab Platz 4 ->Finale F

#### Halbfinale E/F 1
| Rang | Athlet                   | Nation     | Zeit (min) | Anm. |
| ---- | ------------------------ | ---------- | ---------- | ---- |
| 1    | Mohsen Shadi Naghadeh    | Iran       | 7:20,34    | FE   |
| 2    | Rodrigo Ideus            | Kolumbien  | 7:29,71    | FE   |
| 3    | Ruslan Naursalijew       | Usbekistan | 7:35,12    | FE   |
| 4    | Norberto Bernárdez Ávila | Honduras   | 8:29,65    | FF   |

#### Halbfinale E/F 2
| Rang | Athlet                 | Nation    | Zeit (min) | Anm. |
| ---- | ---------------------- | --------- | ---------- | ---- |
| 1    | Dhison Hernández       | Venezuela | 7:18,85    | FE   |
| 2    | Paul Etia Ndoumbe      | Kamerun   | 7:29,68    | FE   |
| 3    | Chaouki Dries          | Algerien  | 7:34,84    | FE   |
| 4    | Matthew Lidaywa Mwange | Kenia     | 7:49,17    | FF   |

### Halbfinale C/D
- Qualifikationsnormen: Plätze 1-3->Finale C, ab Platz 4 ->Finale D

#### Halbfinale C/D 1
| Rang | Athlet             | Nation            | Zeit (min) | Anm. |
| ---- | ------------------ | ----------------- | ---------- | ---- |
| 1    | Patrick Loliger    | Mexiko            | 7:15,53    | FC   |
| 2    | Óscar Vásquez      | Chile             | 7:17,17    | FC   |
| 3    | Ali Ibrahim        | Ägypten           | 7:20,73    | FC   |
| 4    | Bajrang Lal Takhar | Indien            | 7:23,00    | FD   |
| 5    | Wang Ming-hui      | Chinesisch Taipeh | 7:23,75    | FD   |
| 6    | Law Hiu Fung       | Hongkong          | 7:32,61    | FD   |

#### Halbfinale C/D 2
| Rang | Athlet             | Nation      | Zeit (min) | Anm. |
| ---- | ------------------ | ----------- | ---------- | ---- |
| 1    | Sjoerd Hamburger   | Niederlande | 7:10,06    | FC   |
| 2    | Andrei Jämsä       | Estland     | 7:16,38    | FC   |
| 3    | Anderson Nocetti   | Brasilien   | 7:18,78    | FC   |
| 4    | Leandro Salvagno   | Uruguay     | 7:32,83    | FD   |
| 5    | Mathias Raymond    | Monaco      | 7:33,06    | FD   |
|      | Santiago Fernández | Argentinien | DNS        | DNS  |

### Halbfinale A/B
- Qualifikationsnormen: Plätze 1-3->Finale A, ab Platz 4 ->Finale B

#### Halbfinale A/B 1
| Rang | Athlet           | Nation      | Zeit (min) | Anm. |
| ---- | ---------------- | ----------- | ---------- | ---- |
| 1    | Lassi Karonen    | Schweden    | 6:57,28    | FA   |
| 2    | Olaf Tufte       | Norwegen    | 6:58,23    | FA   |
| 3    | Tim Maeyens      | Belgien     | 6:59,65    | FA   |
| 4    | Marcel Hacker    | Deutschland | 7:03,05    | FB   |
| 5    | André Vonarburg  | Schweiz     | 7:14,64    | FB   |
| 6    | Peter Hardcastle | Australien  | 7:32,79    | FB   |

#### Halbfinale A/B 2
| Rang | Athlet              | Nation             | Zeit (min) | Anm. |
| ---- | ------------------- | ------------------ | ---------- | ---- |
| 1    | Ondřej Synek        | Tschechien         | 7:03,57    | FA   |
| 2    | Alan Campbell       | Großbritannien     | 7:05,24    | FA   |
| 3    | Mahé Drysdale       | Neuseeland         | 7:05,57    | FA   |
| 4    | Ioannis Christou    | Griechenland       | 7:06,02    | FB   |
| 5    | Ken Jurkowski       | Vereinigte Staaten | 7:11,52    | FB   |
| 6    | Mindaugas Griškonis | Litauen            | 7:20,32    | FB   |

### Finale

#### Finale F
| Rang | Athlet                   | Nation   | Zeit (min) | Anm. |
| ---- | ------------------------ | -------- | ---------- | ---- |
| 30   | Matthew Lidaywa Mwange   | Kenia    | 7:52,59    |      |
| 31   | Norberto Bernárdez Ávila | Honduras | 8:32,22    |      |

#### Finale E
| Rang | Athlet                | Nation     | Zeit (min) | Anm. |
| ---- | --------------------- | ---------- | ---------- | ---- |
| 24   | Dhison Hernández      | Venezuela  | 7:05,12    |      |
| 25   | Mohsen Shadi Naghadeh | Iran       | 7:06,54    |      |
| 26   | Ruslan Naursalijew    | Usbekistan | 7:09,98    |      |
| 27   | Rodrigo Ideus         | Kolumbien  | 7:18,61    |      |
| 28   | Paul Etia Ndoumbe     | Kamerun    | 7:21,34    |      |
| 29   | Chaouki Dries         | Algerien   | 7:32,82    |      |

#### Finale D
| Rang | Athlet             | Nation            | Zeit (min) | Anm. |
| ---- | ------------------ | ----------------- | ---------- | ---- |
| 19   | Leandro Salvagno   | Uruguay           | 7:04,13    |      |
| 20   | Law Hiu Fung       | Hongkong          | 7:06,17    |      |
| 21   | Bajrang Lal Takhar | Indien            | 7:09,73    |      |
| 22   | Mathias Raymond    | Monaco            | 7:14,27    |      |
| 23   | Wang Ming-hui      | Chinesisch Taipeh | 7:16,28    |      |

#### Finale C
| Rang | Athlet           | Nation      | Zeit (min) | Anm. |
| ---- | ---------------- | ----------- | ---------- | ---- |
| 13   | Sjoerd Hamburger | Niederlande | 6:58,71    |      |
| 14   | Anderson Nocetti | Brasilien   | 7:01,54    |      |
| 15   | Patrick Loliger  | Mexiko      | 7:03,97    |      |
| 16   | Óscar Vásquez    | Chile       | 7:07,02    |      |
| 17   | Andrei Jämsä     | Estland     | 7:19,60    |      |
| 18   | Ali Ibrahim      | Ägypten     | 7:26,06    |      |

#### Finale B
| Rang | Athlet              | Nation             | Zeit (min) | Anm. |
| ---- | ------------------- | ------------------ | ---------- | ---- |
| 7    | Marcel Hacker       | Deutschland        | 7:07,82    |      |
| 8    | Mindaugas Griškonis | Litauen            | 7:09,23    |      |
| 9    | André Vonarburg     | Schweiz            | 7:13,07    |      |
| 10   | Ioannis Christou    | Griechenland       | 7:17,74    |      |
| 11   | Ken Jurkowski       | Vereinigte Staaten | 7:22,75    |      |
| 12   | Peter Hardcastle    | Australien         | 7:27,34    |      |

#### Finale A
| Rang | Athlet        | Nation         | Zeit (min) | Anm. |
| ---- | ------------- | -------------- | ---------- | ---- |
| 1    | Olaf Tufte    | Norwegen       | 6:59,83    |      |
| 2    | Ondřej Synek  | Tschechien     | 7:00,63    |      |
| 3    | Mahé Drysdale | Neuseeland     | 7:01,56    |      |
| 4    | Tim Maeyens   | Belgien        | 7:03,40    |      |
| 5    | Alan Campbell | Großbritannien | 7:04,47    |      |
| 6    | Lassi Karonen | Schweden       | 7:07,64    |      |